# Hans-Owe Sundberg
Hans-Owe Sundberg, född 25 februari 1950, är en svensk före detta travkusk och travtränare. Han hade under sin aktiva tid Solvalla som hemmabana.
Sundberg har tränat hästar som Charrua Forlan, Eldorado B. och Great Skills.

## Karriär
Den 18 augusti 1974 på Solvalla blev Sundberg och hästen Rodetto historiska när de segrade i premiärloppet av den nya spelformen V65, som var dåtidens motsvarighet till dagens V75.
År 1994 tog Sundberg sin 1000:e kuskseger i ett lopp på Solvalla med hästen Tuka Tuka Nabi, tränad av Roger Walmann.
I mitten av juni 2019 meddelade Sundberg att han slutar som kusk, och framöver endast kommer att träna hästar. Sundberg avslutade sin tränarverksamhet i slutet av 2021.

## Segrar i större lopp
| År   | Lopp                         | Häst           | Kusk              | Lopptyp |
| ---- | ---------------------------- | -------------- | ----------------- | ------- |
| 1996 | Stochampionatet              | Krossed Out    | Hans-Owe Sundberg | Grupp 1 |
| 2005 | Gulddivisionens final, nov   | Giant Diablo   | Hans-Owe Sundberg | Grupp 2 |
| 2006 | Solvalla Grand Prix          | Smashing Klipp | Hans-Owe Sundberg | Grupp 2 |
| 2006 | Bronsdivisionens final, aug  | Scarlets Aino  | Hans-Owe Sundberg | -       |
| 2006 | Silverdivisionens final, nov | Scarlets Aino  | Hans-Owe Sundberg | -       |
| 2008 | Sweden Cup                   | Scarlets Aino  | Hans-Owe Sundberg | Grupp 2 |
| 2009 | Årjängs Stora Sprinterlopp   | Scarlets Aino  | Hans-Owe Sundberg | Grupp 2 |
| 2010 | Solvalla Grand Prix          | Juggle Face    | Hans-Owe Sundberg | Grupp 2 |
| 2016 | Diamantstoets final, april   | Naomi Skift    | Hans-Owe Sundberg | -       |
| 2018 | Midsommarloppet              | Charrua Forlan | Hans-Owe Sundberg | -       |
| 2018 | E.J:s Guldsko                | Charrua Forlan | Hans-Owe Sundberg | -       |
| 2018 | Gunnar Nordins Lopp          | Eldorado B.    | Torbjörn Jansson  | -       |
| 2019 | Storsjöpokalen               | Eldorado B.    | Torbjörn Jansson  | -       |